# Macartan de Clogher
 (avril 2015).
Si vous disposez d'ouvrages ou d'articles de référence ou si vous connaissez des sites web de qualité traitant du thème abordé ici, merci de compléter l'article en donnant les références utiles à sa vérifiabilité et en les liant à la section « Notes et références ».
Saint Macartan de Clogher († vers 505) fut consacré évêque par saint Patrick en 454. Fête le 24 mars.
Il fut probablement abbé de Dairmis avant de devenir évêque dans le Tyrone en Ultonie (Ulster) sur le siège de Clogher. Il est honoré comme thaumaturge. Il est aussi appelé Aedh MacCairthin, Macartin, MacCairthind, MacCarthen.

### Articles liés
- Cathédrale Saint-Macartan de Clogher